# Pseudochirulus
Pseudochirulus és un gènere de marsupials de la família dels pseudoquírids, coneguts vulgarment com a utes.
Conté les espècies següents:
- Uta de plana, Pseudochirulus canescens
- Uta de Carol, Pseudochirulus caroli
- Uta cendrós, Pseudochirulus cinereus
- Uta de Forbes, Pseudochirulus forbesi
- Uta del riu Herbert, Pseudochirulus herbertensis
- Uta emmascarat, Pseudochirulus larvatus
- Uta pigmeu, Pseudochirulus mayeri
- Uta de Schlegel, Pseudochirulus schlegeli